# Малфа
Малфа (итал. Malfa) је насеље у Италији у округу Месина, региону Сицилија.
Према процени из 2011. у насељу је живело 797 становника. Насеље се налази на надморској висини од 96 м.

## Становништво
Према резултатима пописа становништва 2011. у општини је живело 988 становника.
| 1936. | 1951. | 1961. | 1971. | 1981. | 1991. | 2001. | 2011. |
| ----- | ----- | ----- | ----- | ----- | ----- | ----- | ----- |
| 1.304 | 1.187 | 1.072 | 762   | 823   | 871   | 851   | 988   |